# 费鲁约尔
费鲁约尔是香豆素中的一种化合物，从印度阿魏（Ferula jaeschkeana）中分离出来。
据报道，雌性大鼠在性交后1-5天服用觊费鲁约尔时会有避孕作用。